# Škorci
Škorci (znanstveno ime Sturnidae) so družina ptic iz reda pevcev, prvotno razširjena predvsem po Starem svetu, nekaj vrst pa je zdaj na račun človeka splošno razširjenih. Opisanih je 123 vrst, ki jih združujemo v 32 rodov.

## Opis
So ptiči srednje velikosti z razmeroma čokatim telesom in koničastimi perutmi. Imajo srednje dolge, čokate noge in bolj ali manj čokat raven kljun, sicer pa je telesna zgradba dokaj raznolika. Večina vrst je živopisano operjena, pogosto s kovinskim leskom (iridescenčna peresa).
Znani so po izjemni družabnosti - večina vrst škorcev oblikuje večje ali manjše jate skozi vse leto. Običajno so monogamni, znan pa je pojav kooperativnega gnezdenja, kjer nesorodni pomagači pomagajo pri hranjenju mladičev (ne pa tudi valitvi ali izgradnji gnezda). Poleg tega nekateri slovijo po izjemno kompleksnem oglašanju, v katerega vpletajo posnemanje zvokov, ki jih slišijo v svoji okolici.
Prehrana je raznolika, od nektarja do različnih vrst živalskega plena, tudi rib in jajc drugih ptičev. Za večino bi lahko uporabili oznako oportunista.

## Habitat in razširjenost
Kot družina naseljujejo raznolike habitate. Izvorno so razširjeni po vsej Evropi, Aziji in Afriki, razen najbolj suhih puščav, predstavniki rodu Aplonis pa so naselili tudi mnogo tihomorskih otokov.
(Navadnega) škorca so konec 19. stoletja naselili v Severni Ameriki predstavniki organizacije, ki si je prizadevala za naseljevanje evropskih rastlin in živali na novi celini iz kulturnih razlogov – poslanstvo te organizacije je bilo prenesti vsa živa bitja, ki jih je omenjal  William Shakespeare, da bi se evropski priseljenci počutili bolj domače. Škorec se je v novem okolju hitro razširil in zdaj ocenjujejo severnoameriško populacijo na 200 milijonov, živijo pa po vsej celini, tudi južno v Mehiki.
V Sloveniji je splošno razširjen le škorec, ki gnezdi po vsem ozemlju države razen visokogorja, medtem ko je rožnati škorec redek obiskovalec, predvsem v letih invazij, ko je populacija velika in se osebki klatijo daleč od običajnega območja razširjenosti.

## Sistematika
Po stanju leta 2023, je delo Lovette & Rubenstein (2008) še vedno najnovejši pregled sorodstvenih povezav znotraj te skupine ptic. Ta taksonomska razvrstitev sledi tudi vrstnemu redu IOC.
| Rod                                                | Vrsta | Slika                    |
| -------------------------------------------------- | --- | ------------------------ |
| Acridotheres                                       | - Acridotheres grandis - Acridotheres cristatellus - Acridotheres javanicus - Acridotheres cinereus - Acridotheres fuscus - Acridotheres albocinctus - Acridotheres ginginianus - Acridotheres tristis - Acridotheres melanopterus - Acridotheres burmannicus - Acridotheres leucocephalus | Acridotheres tristis     |
| Agropsar (včasih vključeni v Sturnus ali Sturnia]] | - Agropsar sturninus - Agropsar philippinensis | Agropsar sturninus       |
| Ampeliceps                                         | - Ampeliceps coronatus | Ampeliceps coronatus     |
| Aplonis                                            | 22 živečih, 3 nedavno izumrle | Aplonis metallica        |
| Basilornis                                         | - Basilornis celebensis - Basilornis galeatus - Basilornis corythaix | Basilornis celebensis    |
| Enodes                                             | - Enodes erythrophris | Enodes erythrophris      |
| Goodfellowia                                       | - Goodfellowia miranda | Goodfellowia miranda     |
| Gracula                                            | - Gracula ptilogenys - Gracula religiosa - Gracula indica - Gracula venerata - Gracula robusta - Gracula enganensis | Gracula indica           |
| Gracupica                                          | - Gracupica nigricollis - Gracupica contra - Gracupica floweri - Gracupica jalla | Gracupica contra         |
| Leucopsar                                          | - Leucopsar rothschildi | Leucopsar rothschildi    |
| Mino                                               | - Mino dumontii - Mino anais - Mino kreffti | Mino dumontii            |
| Sarcops                                            | - Sarcops calvus | Sarcops calvus           |
| Scissirostrum                                      | - Scissirostrum dubium | Scissirostrum dubium     |
| Spodiopsar                                         | - Spodiopsar sericeus - Spodiopsar cineraceus | Spodiopsar cineraceus    |
| Streptocitta                                       | - Streptocitta albicollis - Streptocitta albertinae | Streptocitta albicollis  |
| Sturnia (včasih vključeni v Sturnus                | - Sturnia sinensis - Sturnia malabarica - Sturnia erythropygia - Sturnia blythii - Sturnia pagodarum | Sturnia pagodarum        |
| Sturnornis                                         | - Sturnornis albofrontatus | Sturnornis albofrontatus |
| † Fregilupus                                       | - † Fregilupus varius | † Fregilupus varius      |
| †Necropsar                                         | - † Necropsar rodericanus | † Necropsar rodericanus  |

| Rod                                      | Vrsta | Slika                      |
| ---------------------------------------- | --- | -------------------------- |
| Arizelopsar                              | - Arizelopsar femoralis | Arizelopsar femoralis      |
| Cinnyricinclus                           | - Cinnyricinclus leucogaster | Cinnyricinclus leucogaster |
| Creatophora                              | - Creatophora cinerea | Creatophora cinerea        |
| Grafisia                                 | - Grafisia torquata | Grafisia torquata          |
| Hartlaubius                              | - Hartlaubius auratus | Hartlaubius auratus        |
| Hylopsar                                 | - Hylopsar purpureiceps - Hylopsar cupreocauda | Hylopsar purpureiceps      |
| Lamprotornis (včasih vključeni v Sturnus | - Lamprotornis nitens - Lamprotornis chalybaeus - Lamprotornis chloropterus - Lamprotornis elisabeth - Lamprotornis chalcurus - Lamprotornis splendidus - Lamprotornis ornatus - Lamprotornis iris - Lamprotornis purpureus - Lamprotornis purpuroptera - Lamprotornis caudatus - Lamprotornis regius - Lamprotornis mevesii - Lamprotornis australis - Lamprotornis acuticaudus - Lamprotornis superbus (krasni škorec) - Lamprotornis hildebrandti (Hildebrandtov škorec) - Lamprotornis shelleyi - Lamprotornis pulcher - Lamprotornis unicolor - Lamprotornis fischeri - Lamprotornis bicolor - Lamprotornis albicapillus | Lamprotornis chalybaeus    |
| Neocichla                                | - Neocichla gutturalis | Neocichla gutturalis       |
| Notopholia                               | - Notopholia corusca | Notopholia corusca         |
| Onychognathus                            | - Onychognathus morio - Onychognathus tenuirostris - Onychognathus fulgidus - Onychognathus walleri - Onychognathus blythii - Onychognathus frater - Onychognathus tristramii - Onychognathus nabouroup - Onychognathus salvadorii - Onychognathus albirostris - Onychognathus neumanni | Onychognathus morio        |
| Pastor                                   | - Pastor roseus (rožnati škorec) | Pastor roseus              |
| Pholia                                   | - Pholia sharpii | Pholia sharpii             |
| Poeoptera                                | - Poeoptera kenricki - Poeoptera lugubris - Poeoptera stuhlmanni | Poeoptera stuhlmanni       |
| Saroglossa                               | - Saroglossa spilopterus | Saroglossa spilopterus     |
| Speculipastor                            | - Speculipastor bicolor | Speculipastor bicolor      |
| Sturnus                                  | - Sturnus vulgaris (škorec) - Sturnus unicolor | Sturnus vulgaris           |

| Rod        | Vrsta                                                                                   | Slika              |
| ---------- | --------------------------------------------------------------------------------------- | ------------------ |
| Rhabdornis | - Rhabdornis mystacalis - Rhabdornis grandis - Rhabdornis inornatus - Rhabdornis rabori | Rhabdornis grandis |

| Rod         | Vrsta                      | Slika                    |
| ----------- | -------------------------- | ------------------------ |
| †Cryptopsar | - Cryptopsar ischyrhynchus | Cryptopsar ischyrhynchus |

Izumrle vrste maskarenskih škorcev so bili prej razvrščeni kot taksonomsko negotovi, danes pa jih uvrščajo v orientalsko-avstralazijski klad, in so sorodni balijskemu škorcu. Dve novejši vrsti (Fregipilus in Necropsar]] so klasificirali, prazgodovinskega Cryptopsar pa niso.